# Stiftung MyHandicap
Die Stiftung MyHandicap ist eine gemeinnützige Organisation, die Menschen mit Behinderungen und chronischen Krankheiten ein Leben nach eigenen Vorstellungen und Fähigkeiten ermöglichen will. Die spendenfinanzierte Stiftung MyHandicap führt das Portal EnableMe.

## Entstehung
Die Stiftung MyHandicap wurde 2004 als internationale Dachorganisation vom Internetunternehmer Joachim Schoss (u. a. Gründer der Scout24-Gruppe) in der Schweiz gegründet. Auslöser für seine Idee war ein schwerer Verkehrsunfall, bei dem Schoss einen Arm und ein Bein verloren hat. In der Rehabilitation stellte er nach eigenen Angaben fest, dass es kein allgemeines Informationsportal zum Thema Behinderung gibt, welches ihm und allen anderen Betroffenen Antworten auf ihre neue Lebenssituation liefern könne. Deshalb investierte er einen Teil seines Vermögens in die Gründung der Stiftung und die gleichnamige Internetseite MyHandicap.com (heute: www.enableme.ch bzw. www.enableme.de). Eine deutsche Ländergesellschaft wurde Anfang 2006 von Joachim Schoss zusammen mit dem Biochemiker Andreas Schepermann unter dem Namen Stiftung MyHandicap gemeinnützige GmbH mit Sitz in Ismaning bei München gegründet. Schepermann baute die Organisation auf und leitete sie als Alleingeschäftsführer bis November 2008. Seit 2019 werden MyHandicap Schweiz von Michael Lorz sowie MyHandicap Deutschland derzeit (Mai 2024) ebenfalls von Michael Lorz geführt. Seit April 2021 betreibt MyHandicap die Plattform EnableMe.
Seit 2020 sind die Stiftungen MyHandicap Schweiz und Deutschland Länderpartner der gemeinnützigen EnableMe Foundation und betreiben die Plattform EnableMe. Ziel der neuen Plattform sei es, die Stärken und Fähigkeiten von Menschen mit Behinderung oder chronischen Krankheiten ins Zentrum zu stellen.

## Tätigkeitsschwerpunkte
Im Mittelpunkt von MyHandicap stehen nach eigenen Angaben der Organisation drei Tätigkeitsschwerpunkte: Information, Community und Angebote. Durch den Zugang zu Wissen und Community will die Stiftung Hilfe zur Selbsthilfe bieten und Menschen mit Behinderung oder chronischen Krankheiten unterstützen, verbinden und stärken. Im Zentrum steht das Onlineportal EnableMe mit einem Forum, Job- und Lehrstellenbörse sowie zahlreichen Artikeln zum Thema.

### Information
Die Plattform informiert als Internetportal über Behinderungen und Krankheiten: von medizinischen und psychologischen Fragen, über technische Hilfsmittel, rechtliche und wirtschaftliche Probleme bis hin zu Sport, Reisen und Partnerschaft.

### Gemeinschaft
Im Online-Forum können Benutzer Fragen stellen, sich gegenseitig unterstützen, Erfahrungen austauschen und sich vernetzen. Die Community basiert auf dem Peer-Ansatz. Die Diskussionen werden moderiert und sollen zur Selbsthilfe motivieren und unterstützen. Für Spezialfragen vermittelt die Stiftung Fachpersonen aus einem eigenen Netzwerk bzw. Kontakte zu anderen Organisationen mit Fachwissen aus verschiedenen Bereichen.

### Dienstleistungen
Auf dem Portal EnableMe bietet die Stiftung verschiedene Angebote, damit Betroffene ihre Lebenssituation verbessern können sowie zur Förderung der sozialen Partizipation. Dazu zählen Jobportal, Lehrstellenbörse, Adressdatenbank mit barrierefreien Adressen sowie Mentoring- und Peer-Programme. Als Peers wirken Menschen, die selbst schon länger mit einer Behinderung oder chronischen Krankheit leben. Sie treten in Kontakt mit Neu-Betroffenen, berichten aus ihrer Lebenserfahrung und geben konkrete Tipps im Umgang mit der jeweiligen Behinderung. MyHandicap Schweiz lancierte 2013 das Jugendbotschafterkonzept „Jugendliche helfen Jugendlichen“. Das Ziel dieses Projekts ist, dass Jugendliche neubetroffenen jungen Menschen auf Augenhöhe helfen, sich den Herausforderungen einer Behinderung zu stellen, und sich für ein selbstbestimmtes und unabhängiges Leben einzusetzen.

### Forschung
MyHandicap beteiligt sich an Forschungsprojekten im Bereich der Behinderungen. Am 6. September 2007 gaben der Rektor der Universität St. Gallen (HSG), Ernst Mohr, sowie der Gründer und Stiftungsratspräsident der Stiftung MyHandicap, Joachim Schoss, in St. Gallen bekannt, einen Kooperationsvertrag zur Gründung eines Centers zur Förderung von Forschung und Lehre im Bereich Disability Management unterschrieben zu haben. Das Center for Disability and Integration nahm im März 2009 seine Tätigkeit auf.